# مامادو ساكو
مامادو ساكو (بالفرنسية: Mamadou Sakho)‏ (مواليد 13 فبراير 1990 في باريس - فرنسا) لاعب كرة قدم فرنسي يلعب حاليا لصالح نادي مونبلييه الفرنسي منذ 2021 قادما من نادي كريستال بالاس الإنجليزي.

## روابط خارجية
- مامادو ساكو على موقع الاتحاد الدولي (مؤرشف)  (الإنجليزية)
- مامادو ساكو على موقع الاتحاد الأوربي (الإنجليزية)
- مامادو ساكو على موقع رابطة كرة القدم الفرنسية للمحترفين (الإنجليزية)
- مامادو ساكو على موقع إي إس بي إن إف سي (الإنجليزية)
- مامادو ساكو على موقع قاعدة بيانات كرة القدم.إي يو (الإنجليزية)
- مامادو ساكو على موقع ليكيب (الفرنسية)
- مامادو ساكو على موقع ناشيونال فوتبول تيمز (الإنجليزية)
- مامادو ساكو على موقع Soccerbase.com (لاعب) (الإنجليزية)
- مامادو ساكو على موقع Soccerway.com (الإنجليزية)
- مامادو ساكو على موقع عالم كرة القدم.نت (الإنجليزية)